# Технофільність хімічних елементів
Технофі́льність хімі́чних елеме́нтів — відношення річного видобутку хімічного елементу до його кларку в земній корі. Введений О. І. Перельманом. Він показує, скільки даного елемента в одиницях його кларка видобуто людством за рік.
Загальна тенденція розвитку ноосфери полягає в збільшенні технофільністі. Найбільшу глобальну технофільність мають Cl, С, вона вельми висока у Pb, Sb, Zn, Cr, Sn, Mo, Hg.